# Блаунтсвил (Алабама)
Блаунтсвил (енгл. Blountsville) град је у америчкој савезној држави Алабама. По попису становништва из 2010. у њему је живело 1.684 становника.

## Демографија
Према попису становништва из 2010. у граду је живело 1.684 становника, што је 84 (4,8%) становника мање него 2000. године.
| Група             | 2000.         | 2010.         |
| Белци             | 1.449 (82,0%) | 1.369 (81,3%) |
| Афроамериканци    | 0 (0,0%)      | 11 (0,7%)     |
| Азијати           | 5 (0,3%)      | 6 (0,4%)      |
| Хиспаноамериканци | 286 (16,2%)   | 257 (15,3%)   |
| Укупно            | 1.768         | 1.684         |